# Dryopteris aemula
Dryopteris aemula is een varen uit de niervarenfamilie (Dryopteridaceae). Het is een zeldzame soort die vooral te vinden is in kustgebergtes langs Europese Atlantische kusten.

## Naamgeving en etymologie
- Synoniemen: Aspidium aemulum (Ait.) Sw., Lastrea aemula (Ait.) Brackenr., Nephrodium aemulum (Ait.) Bak.
- Frans: Dryoptéris analogue, Dryoptéris à odeur de foin, Polystic atlantique
- Engels: Hay-scented Buckler-fern
- Duits: Heuduftender Wurmfarn

De soortaanduiding aemula is afkomstig van het Latijnse 'aemulus', 'lijkend op'.

## Kenmerken
Dryopteris aemula is een overblijvende, hemikryptofiete varen met een korte, verticale of opstijgende dikke wortelstok, dicht bezet met zachte, brede schubben. De bladen staan in wijde, uiteenvallende bundels bij elkaar.
De tot 60 cm lange bladen zijn breed driehoekig, groen tot geel gekleurd, drie- tot zelfs viermaal geveerd of diep veerdelig en bezet met kliertjes die bij kneuzing een hooiachtige geur afgeven. Er is geen duidelijk onderscheid tussen fertiele en steriele bladen.
De bladstelen zijn korter dan of even lang als de bladschijf, donkerbruin tot paars gekleurd, spaarzaam met smalle, roodbruine schubben bezet en bevatten verschillende kleine vaatbundels.
Aan beide zijden van de bladspil staan tot 20 bladslipjes, die naar onder toe groter worden, tot 15 cm lang. De bladslipjes zijn asymmetrisch gevormd, aan de onderzijde veel breder dan aan de bovenzijde. De deelblaadjes van hogere orde zijn smal driehoekig tot lancetvormig, met getande bladranden en een stompe top.
De sporendoosjes liggen in kleine niervormige hoopjes in twee rijen langs de middennerf aan de onderzijde van het blad. De sporenhoopjes worden afgedekt door platte, witte, niervormige, getande dekvliesjes, vastgehecht aan de inkeping. De sporen zijn rijp tussen maart en december.

## Habitat
Dryopteris aemula komt vooral voor in bergachtige streken vlak bij de kust, op zandige of silicaatrijke, weinig doorlaatbare bodems, op schaduwrijke, vochtige plaatsen zoals beboste rivieroevers, ravijnen en holle wegen.

## Verspreiding en voorkomen
Dryoteris aemula is een soort van gematigde streken van Europa, vooral langs de kusten van de Atlantische Oceaan. De plant komt onder meer voor in de Ierland, het westen van Groot-Brittannië, de Hebriden en Orkney-eilanden, de westkust van Frankrijk en de noordkust van Spanje, op de eilanden van Macaronesië (Canarische Eilanden, Madeira en de Azoren) en langs de Middellandse Zee tot aan Turkije.
De plant is over zijn gehele verspreidingsgebied zeldzaam en plaatselijk voorkomend.

## Verwante en gelijkende soorten
De plant kan door zijn breed driehoekige bladvorm vrij gemakkelijk onderscheiden worden van de andere niervarens, zoals de gewone mannetjesvaren (Dryopteris filix-femina). Enkel met de brede stekelvaren (Dryopteris dilatata) is verwarring mogelijk.
... · 
D. aemula · 
D. affinis (glanzende geschubde mannetjesvaren) · 
D. aitoniana · 
D. azorica · 
D. borreri (matte geschubde mannetjesvaren) · 
D. cambrensis · 
D. carthusiana (smalle stekelvaren) · 
D. corleyi · 
D. cristata (kamvaren) · 
D. dilatata (brede stekelvaren) · 
D. erythrosora (herfstvaren) · 
D. expansa (tere stekelvaren) · 
D. filix-mas (mannetjesvaren) · 
D. guanchica · 
D. intermedia · 
D. maderensis · 
D. oligodonta · 
D. oreades · 
D. remota · 
D. rigida · 
D. stanley-walkeri · 
D. villarii · 
...